# 아이카와촌 (야마나시현)
아이카와촌(相川村)은 야마나시현 니시야마나시군에 있던 촌이다. 현재의 고후시 중심부의 북쪽에 해당한다.

## 역사
- 1889년 7월 1일 - 정촌제 시행에 의해 7개 촌의 구역을 가지고 성립하였다.
- 1937년 8월 1일 - 고후시에 편입해, 동일 아이카와촌은 페지되었다.

## 교통

### 철도
- 후지 미노부철도 (현・미노부선

1928년까지 야마나시 마차철도가 촌 지역을 통과했다.

## 참고문헌
- 角川日本地名大辞典 19 山梨県